# Josef Jakob Xaver Pfyffer zu Neueck
Josef Jakob Xaver Pfyffer zu Neueck (* 30. September 1798 in Ebikon; † 16. November 1853 in Luzern) war ein Schweizer Beamter, Politiker und Autor.

## Leben

### Familie
Josef Jakob Xaver Pfyffer zu Neueck entstammte der Luzerner Patrizierfamilie Pfyffer und war der Sohn des Händlers und Strohhutmachers Josef Xaver Georg Anton Pfyffer zu Neueck und dessen Ehefrau Caecilia (geb. Kasper).
Ab 1833 war er mit Carolina (geb. Morel) verheiratet.
In den zwei Jahren nach seinem Tod wurde sein Besitz, die Liegenschaft Hohenbühl, Haus-Nr. 537 in Luzern sowie Gemälde, Skulpturen und weiteres, versteigert.

### Werdegang
Josef Jakob Xaver Pfyffer zu Neueck besuchte das Gymnasium (heute Kantonsschule Alpenquai) in Luzern und trat 1818 im Regiment Auf der Maur in niederländische Dienste.
Von 1819 bis 1827 leistete er Kolonialdienst auf Java.
Nach seiner Rückkehr in die Schweiz begann er 1830 mit einer Tätigkeit in der Luzerner Staatskanzlei, bevor er 1831 zur Kanzlei nach Bern kam.
Von 1837 bis 1852 war er Stadtratsschreiber beim Präsidenten Josef Schumacher-Uttenberg in Luzern, wurde dann jedoch aus unklaren Gründen abgewählt.

### Politisches und schriftstellerisches Wirken
Von 1838 bis 1843 war Josef Jakob Xaver Pfyffer zu Neueck konservatives Mitglied des Grossen Stadtrats in Luzern.
Seine Skizzen von der Insel Java und derselben verschiedenen Bewohnern von 1829, mit ihren kolorierten Lithografien von Johannes Schiess (1799–1844), gelten aufgrund ihrer genauen Beobachtung und klaren Darstellung der Verhältnisse als eines der wichtigsten Werke der Zeit zur Kulturgeschichte Javas.

### Mitgliedschaften
Josef Jakob Xaver Pfyffer zu Neueck war 1850 Mitgründer der Gesellschaft Eintracht.

## Schriften (Auswahl)
- Skizzen von der Insel Java und derselben verschiedenen Bewohnern. Schaffhausen 1829 (Digitalisat).
- Neujahrsgeschenk für die Jugend auf das Jahr 1836. Bern 1835 (Digitalisat).
- Novellen und Gedichte. Zürich 1835 (Digitalisat).
- Das Lintthal und die Sage von der Entstehung der Bantenbrücke: mit einer lythographischen Abbildung. Meyer, Luzern 1838 (Digitalisat).
- Der Wanderer in der Schweiz und seine Mittheilungen aus dem Auslande. Ein malerisches Unterhaltungsblatt als Beitrag zur Kunde der Schweiz und ihrer Bewohner. In Reiseberichten, Skizzen und Lebensbildern aus der schweizerischen Vorzeit und Gegenwart; nebst vergleichenden Schilderungen des Auslandes. Schabelitz, Basel 1840.
- Die Mordnacht von Luzern: Novelle.  Schabelitz, Basel 1841 (Digitalisat).
- Bilder aus dem Orient. Zürich 1842 (Digitalisat).
- Der Spieler: Erzählung für das Volk. Stuttgart 1846 (Digitalisat).
- Unglaube und Aberglaube. 1848.
- Josef Jakob Xaver Pfyffer zu Neueck; Xaver Schnyder von Wartensee: Heimweh und Heimkehr. Operette in drei Akten. 1852.
- Die Bärenkapelle in der Bemmeralp. Schüepp, Luzern 1853.